# Clemer Melo da Silva
Clemer Melo da Silva o simplemente Clemer (20 de octubre de 1968) es un futbolista brasileño retirado que jugó como portero (fútbol de asociación)  portero y actual entrenador (deporte) director

## Carrera
El 4 de marzo de 1997, marcó su primer gol, en un partido de la Copa do Brasil entre su club, la Portuguesa, y el Kaburé . El 4 de mayo de 2008 marcó su primer gol con el Internacional en un tiro penal en el partido final del  Campeonato Gaúcho contra Juventude.
El 4 de enero de 2010, Internacional anunció a Clemer como el nuevo entrenador de porteros. Luego se desempeñó como entrenador del club y condujo temporalmente el elenco principal, hasta su salida el 8 de mayo de 2015. Luego de reñirse nuevamente con el entrenador de la Sub-23. en octubre del mismo año, ha firmado con el Glória] en la temporada 2016.

## Goles marcados
A continuación, la lista con los goles marcados por Clemer:
| # | Fecha              | Evento                          | Equipo anfitrión | Resultado | Equipo visitante | Competencia       | Puntaje | Tipo    | Portero contrario |
| - | ------------------ | ------------------------------- | ---------------- | --------- | ---------------- | ----------------- | ------- | ------- | ----------------- |
| 1 | 4 de marzo de 1997 | Estádio do Canindé, São Paulo   | Portuguesa       | 8–0       | Kaburé           | Copa de Brasil    | 8–0     | Penalti |                   |
| 2 | 4 de mayo de 2008  | Estádio Beira-Rio, Porto Alegre | Internacional    | 8-1       | Juventud         | Campeonato Gaúcho | 8–1     | Penalti | Michel Alves      |

## Palmarés

### Jugador
Remo
- Campeonato Paraense: 1994, 1995

Goiás
- Campeonato Goiano: 1996

Flamengo
- Campeonato Carioca: 1999, 2000, 2001
- Copa Mercosur: 1999
- Taça Río: 2000
- Taça Guanabara: 2001
- Copa dos Campeões: 2001

Internacional
- Campeonato Gaúcho: 2002, 2003, 2004, 2005, 2008, 2009
- Copa Libertadores de América: 2006
- Copa Mundial de Clubes de la FIFA: 2006
- Recopa Sudamericana: 2007
- Copa de Dubai: 2008
- Copa Sudamericana: 2008
- Campeonato de Suruga Bank: 2009

### Gerente
Sergipe
- Campeonato Sergipano: 2016